# Reithrodon auritus
Reithrodon auritus е вид бозайник от семейство Хомякови (Cricetidae).

## Разпространение
Видът е разпространен в Аржентина, Уругвай и Чили.